# GET LOVE!!〜フィールドの王子さま〜
『GET LOVE!!〜フィールドの王子さま〜』（ゲットラブ!!〜フィールドのおうじさま〜）は、池山田剛による日本の漫画作品。『少女コミック』（小学館）にて、2003年16号から2004年23号まで掲載された。単行本は全7巻。

## 概要
作者のデビュー作、「GET GOAL!!」を元とした作品であり、当初は読み切りの予定だったが人気が高かった為、連載へとなった。
連載は1stステージ・2ndステージと分かれており、1stステージは全8話、2ndステージは全20話でそれぞれ掲載され、池山田にとっては第2作目の連載となる。
単行本累計発行部数は200万部以上を突破している。
また、2004年には『少女コミック』本誌内で応募者全員サービスという形で、デジタルコミックDVDが販売された。

## ストーリー
守山美樹は、友達に紛れてサッカー部の部活を見るのが放課後の日課になっている女の子。お目当ては大人気の斉木先輩ではなく、クラスで1番背の低い相楽ユウキ。
相楽のことを次第に好きになっていた美樹は、保健室で怪我をした相楽を手当てしたことから、2人の距離は段々と近付いていく。
そんな中、美樹は斉木先輩に告白されてしまう。それを偶然見てしまった相楽から、「よかったじゃん」と言われてしまい傷つく美樹だが…?

## 登場人物
学年は連載開始当初のもの。担当声優はデジタルコミックのもの。

### 1stステージから登場
守山 美樹（もりやま みき）
声 - 下屋則子
青南高校1年生。家族は父・母・兄の4人家族である。
純情で明るく優しい性格でとても一途。相楽の事が大好きな女の子で、両思いとなり、相楽と付き合う。2人の関係は部内はもちろん、学校中に広まっている。相楽のことは『相楽』と呼び、下の名前で呼んだことは無い。相楽とのあまりのアツアツぶりに、周囲は呆れかえっている。相楽と交際開始後から、サッカー部のマネージャーを務めている。マネージャーは彼女1人のようである。マッサージが上手く、相楽の足つぼマッサージをした時は相楽を喘がせるほどだった。合宿中に相楽にもらった蝶のネックレスが宝物だったが、美樹がサッカー部員に色目を使っていると上級生に勘違いされ壊されてしまう。しかし、後に自分で修理してブレスレットにして大切にし、いつも身に着けている。
手先は器用で料理が得意であり作中に相楽に弁当を作っていって持って行き、褒められる事が多い。
各話の冒頭に「こんにちは、守山美樹です」の台詞でプロローグ的案内のコマが登場するケースが多い。このパターンはは池山田の後続作品にも主人公を変えて継承される。
本編後には、看護師になり、5年後には結婚し、2人の子供（光輝と真樹二人とも作者の次々作うわさの翠くん!!に出演している）をもうける。
相楽 ユウキ（さがら ユウキ）
声 - 保志総一朗
青南高校1年生。家族は母親を幼い頃に亡くし、父・兄・弟の4人家族の次男である。
小さい頃からサッカーをしている、サッカー大好き少年。クラスの中で一番背が低いため、『小学生』というあだ名が付けられている。そのため初期はしばしば矢吹と木村にからかわれていた。サッカー部員でFW。1年生の中では、唯一のスタメン。2年生の夏以降はキャプテンになる。守山美樹の彼氏である。美樹のことは、たいてい『守山』と呼ぶが、作中3回だけ『美樹』と呼んでいる。美樹とのアツアツぶりは、2人の事をよく知らない人を石化させてしまう。俊足で『愛のチョロQ』と呼ばれたことがある。
強気で明るく負けず嫌いな性格だが超照れ屋で、劇、甘い言葉、カップルイベントなどを特に嫌う。
1度だけ披露した「阪神タイガース応援歌」はものすごく下手だった。マッサージが上手く、美樹の肩もみをした時は、美樹を喘がせるほどだった。相楽は足裏が弱点である。1年生の冬に学校新聞に載ったのをきっかけに、ファンが現れ始め徐々に増えていった。追っかけと化した生徒もいたが、美樹とのラブラブぶりを見せつけ退散させた。比較的硬派な性格だが美樹のことを大切に思い、過激な行動に出ることも多い。また正義感も強く特に卑怯な行動に対して断固許さず、対戦相手のチームのラフプレーを厳しく追及した。また、部をまとめる重要な任務を度々遂行している。
斉木 高弘（さいき たかひろ）
声 - 伊藤龍
青南高校3年生。サッカー部キャプテンでMF。正義感が強く真面目な性格である。サッカー部では女子に一番人気があるアイドル。『GET GOAL!!』で美樹に告白した（理由は昔飼っていた愛犬に似ていたから）が、結果としてフラれた。酒に弱い。
矢吹 克巳（やぶき かつみ）
声 - 松林大樹
青南高校3年生。サッカー部員でFW。お調子者で木村とコンビで女好き。
本編後には医師となり、美樹と同じ病院に勤務している。
木村 恭二（きむら きょうじ）
声 - 伊藤龍
青南高校3年生。サッカー部員でFW。お調子者で矢吹とコンビで女好き。
遠藤 クリストファー・ミハル・ハーイ（えんどう クリストファー・ミハル・ハーイ）
通称『クリス』。青南高校2年生。サッカー部員でDF。高校生には見えない、むさ苦しい外見の持ち主。アケミという年上で美人の恋人がいるが、そのアケミとのバカップルぶりには普段と違う1面が見られ、バカップルには慣れているはずの他のサッカー部員をも唖然とさせた。作者の池山田剛の弟の友達から名前を借りたらしい。
松本 陽（まつもと よう）
青南高校1年生。サッカー部員でMF。相楽とは中学からの親友。作者曰く、「志摩にボコられてから人気が上がっている」ようだ。美樹の友達のヨーコと付き合っている。
志摩 清春（しま きよはる）
星条高校サッカーのエース。実力は確かだが、たびたび暴力事件を起こし、そのたびに政治家である父親がもみ消している。

### 2ndステージから登場
穂高 亮（ほだか りょう）
城南大付属高校、1年生エース。相楽や美樹とは同学年。サッカー部員でFW。一人暮らしをしている。美樹と同じクラスで、美樹のことが好きだが、相楽から美樹を奪うことは無理だと分かっているようだ。だが、美樹のことを諦めるつもりはないらしい。転校前は部活内で先輩からの嫉妬でイジメられて、右足に怪我をさせられ暴力事件を起こした。相楽の憧れで、ケンカばかりしているが良いコンビである。相楽の扱いが上手く、よくわざと挑発させ墓穴を掘らせる。
本編後にはJリーガーとなり、相楽と共に活躍している。
相楽 ヒカリ（さがら ヒカリ）
声 - 城雅子
相楽ユウキの弟。青南中学2年生。美樹のことが好き。ユウキと顔はそっくりだが、正反対の性格で女好き。ユウキのことは中2の夏は『兄ちゃん』と呼んでいたが、冬以降は『兄貴』と呼んでいる。美樹のことは『美樹ちゃん』と呼ぶ。美樹はヒカリのタイプらしい。ヒカリは黒髪で、ユウキは茶髪である。ユウキに変装して美樹を襲おうとした事がある。その後のユウキの一方的な兄弟喧嘩で家が半壊。野球部と陸上部を掛け持ちしている。青南高校入学後はサッカー部に入る。
渋谷 純（しぶや じゅん）
青南高校2年生。サッカー部新キャプテンでFW。美樹の事を「守山チャン」と呼ぶ。女好きな渋谷はもちろん美樹の事も見逃さなかったが美樹の純粋さにハマってしまい、本当に美樹の事が好きになってしまう。
加持 完（かじ たもつ）
青南高校2年生。サッカー部員でGK。色黒のサッカー少年。サッカー一筋で生きて来たが、美樹に惚れる。鉄アレイを持ちながら歴史の年号を憶えるという独自の勉強法を行っている。高3の頃の文化祭では「SASUKE」をやっていた。
薬師寺 太壱（やくしじ たいち）
青南高校2年生。サッカー部員でDF。文芸部副部長を掛け持ちしている。オタク。

## 作品一覧
連載になるまでの読み切り
- GET GOAL!!（2002年『少女コミック』本誌15号）
- LOVE PENALTY!（2002年『少女コミック』本誌21号）
- YELLOW CARD!!（2003年『少女コミック』本誌5号）
- HALF TIME!!（2003年『少女コミック』本誌14号）

連載作品
- GAMEシリーズ（2003年『少女コミック』本誌16号〜2004年23号）

連載終了後の読み切り
- CHRISTMAS!!（2004年『少女コミック』増刊12月15日号）
- VALENTINE!!（2005年『少女コミック』増刊2月14日号）
- GET WEDDING!!（2005年『少女コミック』本誌9号）

## 単行本
小学館の『フラワーコミックス』からの刊行
1. 2003年8月23日発売、ISBN 4-09-138342-4
2. 2003年12月19日発売、ISBN 4-09-138343-2
3. 2004年4月26日発売、ISBN 4-09-138344-0
4. 2004年7月26日発売、ISBN 4-09-138345-9
5. 2004年10月26日発売、ISBN 4-09-138346-7
6. 2005年1月26日発売、ISBN 4-09-138347-5
7. 2005年4月25日発売、ISBN 4-09-138348-3

## デジタルコミックDVD
『少女コミック』2004年7号 - 9号にて応募者全員サービスとして発売された。